# Mokryje krossy
Mokryje krossy (ros. Мокрые кроссы, pol. Mokre trampki) – singel białoruskiego piosenkarza Timy Belorusskih. Został wydany 17 sierpnia 2018 roku przez Kaufman Label. Jest to utwór, który jako pierwszy przyniósł artyście rozpoznawalność na rosyjskiej scenie.

## Odbiór
Utwór uzyskał szeroki rozgłos dzięki serwisom streamingowym, platformie VK oraz stacji radiowych w Rosji w jedynie miesiąc od wydania.
Jego sukces został uznany przez media za odkrycie roku, a także jeden z najbardziej przełomowych debiutów w kraju.
Piosenka zdobyła wysokie miejsca na listach notowań w Rosji w krótkim czasie od wydania. Na samym notowaniu radiowym w kraju utwór okupował 1. miejsce przez kilka tygodni.

## Osiągnięcia
Jest to pierwszy utwór piosenkarza, który uzyskał pozycję na listach notowań na Białorusi, w Estonii, Litwie, Łotwie, Rosji i WNP.
W następnym roku, 2019, piosenka uzyskała nominację w kategorii „Przebój taneczny roku” podczas rozdania Rosyjskich Nagród Muzycznych „Victoria”, a także wygrała w kategorii „Hit roku” podczas rozdania Nagród Muzycznych ŻARA.
Zespół serwisu VKontakte ogłosił, że według zebranych danych utwór był odtwarzany łącznie we wszystkich platformach ponad miliard razy. W 2019 VKontakte ogłosiło także, że artysta m.in. za sukces tego utworu uzyskał tytuł najpopularniejszego artysty 2019 roku w Rosji, lecz duże zasługi w tym miał także album Twoja pierwsza płyta to moja kaseta.

## Teledysk
Teledysk został opublikowany 6 grudnia 2018 roku, oprócz piosenki zawierał on także utwór „Nezabudka”, ponieważ oba osiągnęły oczekiwany sukces po wydaniu w wersji audio. Przekroczył on ponad 46 milionów wyświetleń (stan na styczeń 2021).

## Wystąpienia na żywo
Artysta wystąpił z utworem m.in. podczas wielu swoich koncertów, przy okazji obecności w stacji radiowej Avto radio, koncertów sylwestrowych Snowpati 4 oraz Snowpati 5 w Moskwie organizowanych przez Pierwyj kanał, Big Love Show 2019 organizowanego przez Love Radio, czy także podczas VK Fest 5 oraz 2020.

## Lista utworów
1. „Мокрые кроссы” – 3:17

## Pozycje na listach
Utwór Mokryje krossy został dobrze przyjęty przez stacje radiowe oraz serwisy streamingowe w krajach byłego Związku Radzieckiego i osiągnął sukces na listach notowań.
| Notowanie (2018–2020)                          | Najwyższa pozycja |
| ---------------------------------------------- | ----------------- |
| Armenia (Apple Music)                          | 42                |
| Azerbejdżan (Apple Music)                      | 56                |
| Białoruś (Apple Music)                         | 19                |
| Białoruś (Belarus Airplay Music Chart Top 500) | 64                |
| Estonia (Apple Music)                          | 19                |
| Estonia (Eesti Tipp-40 Muusikas)               | 19                |
| Estonia (Spotify)                              | 83                |
| Kazachstan (Apple Music)                       | 32                |
| Kirgistan (Apple Music)                        | 187               |
| Litwa (Apple Music)                            | 30                |
| Litwa (Singlų Top 100)                         | 46                |
| Litwa (Spotify)                                | 65                |
| Łotwa (Apple Music)                            | 13                |
| Łotwa (LAIPA)                                  | 3                 |
| Łotwa (Spotify)                                | 15                |
| Mołdawia (Apple Music)                         | 187               |
| Rosja (Apple Music)                            | 30                |
| Rosja (TopHit Radio Music Chart)               | 6                 |
| Rosja (TopHit YouTube Music Chart)             | 19                |
| Rosja (TopHit All Media Music Chart)           | 19                |
| Tadżykistan (Apple Music)                      | 55                |
| Ukraina (Apple Music)                          | 28                |
| Ukraina (iTunes)                               | 75                |
| Ukraina (TopHit Radio Music Chart)             | 134               |
| Ukraina (TopHit YouTube Music Chart)           | 59                |
| Ukraina (TopHit All Media Music Chart)         | 12                |
| Uzbekistan (Apple Music)                       | 161               |
| WNP (TopHit Radio Music Chart)                 | 69                |
| WNP (TopHit YouTube Music Chart)               | 11                |
| WNP (TopHit Radio & YouTube Music Chart)       | 25                |

| Notowania (2018)                                        | Pozycja |
| ------------------------------------------------------- | ------- |
| Łotwa (Digitālās Mūzikas Tops 2019)                     | 10      |
| Rosja (TopHit City & Country Radio – Top Year-End Hits) | 190     |
| Rosja (TopHit YouTube – Top Year-End Hits)              | 91      |
| Rosja (Apple Music Top 100 in Russia: 2018)             | 35      |

## Nagrody i nominacje
| Rok  | Konkurs                               | Kategoria             | Rezultat  | Źr.    |
| ---- | ------------------------------------- | --------------------- | --------- | ------ |
| 2019 | Rosyjskie Nagrody Muzyczne „Victoria” | Przebój taneczny roku | Nominacja | [ 12 ] |
| 2019 | Nagrody Muzyczne ŻARA                 | Hit roku              | Wygrana   | [ 13 ] |